# Albert Hourani
Albert Hourani (arab. ألبرت فضلو حوراني Albart Faḍlū Ḥūrānī; ur. 31 marca 1915 w Manchesterze, zm. 17 stycznia 1993 w Oksfordzie) – brytyjski historyk pochodzenia arabskiego, orientalista. 

## Życiorys
Pochodził z rodziny libańskich emigrantów mieszkających w Manchesterze. Jego rodzina była prawosławna, sam Hourani przeszedł jednak na katolicyzm. W czasie II wojny światowej pracował w Królewskim Instytucie Spraw Międzynarodowych. Był wykładowcą Uniwersytetu Amerykańskiego w Bejrucie, University of Chicago, University Pensylwania, Harvard University i Oxfordu.

## Wybrane publikacje
- Syria and Lebanon (1946)
- Minorities in the Arab World (1947)
- Arabic Thought in the Liberal Age (1962)
- Islam in the European thought, (1991)
- History of the Arab Peoples (1991)
- The Lebanese in the World" (1992)

## Publikacje w języku polskim
- Historia Arabów, przeł. Janusz Danecki, Gdańsk: "Marabut" 1995 (wyd. 2 - 2002).